# The Wrong Bottle (film 1913)
The Wrong Bottle è un cortometraggio muto del 1913 diretto da Anthony O'Sullivan.

## Produzione
Il film fu prodotto dalla Biograph Company.

## Distribuzione
Distribuito dalla General Film Company, il film uscì nelle sale cinematografiche USA il 6 marzo 1913. Nel Regno Unito, venne distribuito dalla Moving Pictures Sales Agency il 24 aprile dello stesso anno.